# Lanfiéra
Lanfiéra är en ort i Burkina Faso.   Den ligger i regionen Boucle du Mouhoun, i den västra delen av landet, 210 km väster om huvudstaden Ouagadougou. Lanfiéra ligger 262 meter över havet och antalet invånare är 617.
Terrängen runt Lanfiéra är mycket platt. Runt Lanfiéra är det ganska tätbefolkat, med 75 invånare per kvadratkilometer.. Det finns inga andra samhällen i närheten.
Omgivningarna runt Lanfiéra är en mosaik av jordbruksmark och naturlig växtlighet.